# Јотабајт
Јотабајт се користи као јединица мере података у рачунарству и износи било 1000 или 1024 зетабајта, што зависно од интерпретације може да буде:
- 1.000.000.000.000.000.000.000.000 бајта (1024, квадрилион) - по СИ систему
- 1.208.925.819.614.629.174.706.176 бајта (280) - по „бинарним“ умношцима (јобибајт)